# Санта-Клара-Пуебло (Нью-Мексико)
Санта-Клара-Пуебло (англ. Santa Clara Pueblo) — переписна місцевість (CDP) в США, в окрузі Ріо-Арріба штату Нью-Мексико. Населення — 930 осіб (2020).

## Географія
Санта-Клара-Пуебло розташована за координатами 35°58′15″ пн. ш. 106°6′8″ зх. д. / 35.97083° пн. ш. 106.10222° зх. д. (35.970765, -106.102089).  За даними Бюро перепису населення США в 2010 році переписна місцевість мала площу 5,24 км², з яких 5,23 км² — суходіл та 0,01 км² — водойми.

## Демографія
Згідно з переписом 2010 року, у переписній місцевості мешкало 1018 осіб у 385 домогосподарствах у складі 258 родин. Густота населення становила 194 особи/км².  Було 450 помешкань (86/км²).
Расовий склад населення:
| - 77,5 % — корінних американців - 10,3 % — білих - 0,3 % — чорних або афроамериканців - 0,3 % — азіатів - 9,9 % — осіб інших рас |

До двох чи більше рас належало 1,7 %. Частка іспаномовних становила 23,6 % від усіх жителів.
За віковим діапазоном населення розподілялося таким чином: 24,7 % — особи молодші 18 років, 61,9 % — особи у віці 18—64 років, 13,4 % — особи у віці 65 років та старші. Медіана віку мешканця становила 38,2 року. На 100 осіб жіночої статі у переписній місцевості припадало 91,4 чоловіків;  на 100 жінок у віці від 18 років та старших — 92,7 чоловіків також старших 18 років.
Середній дохід на одне домашнє господарство  становив 46 646 доларів США (медіана — 35 417), а середній дохід на одну сім'ю — 55 052 долари (медіана — 44 239). Медіана доходів становила 32 250 доларів для чоловіків та 36 500 доларів для жінок. За межею бідності перебувало 27,8 % осіб, у тому числі 37,4 % дітей у віці до 18 років та 15,4 % осіб у віці 65 років та старших.
Цивільне працевлаштоване населення становило 424 особи. Основні галузі зайнятості: освіта, охорона здоров'я та соціальна допомога — 25,5 %, мистецтво, розваги та відпочинок — 19,1 %, публічна адміністрація — 17,7 %.